# Crosby, Stills, Nash & Young
Crosby, Stills, Nash & Young var en musikgrupp som bildades 1969 av David Crosby, Stephen Stills och Graham Nash som Crosby, Stills & Nash och som sedermera blev känd som Crosby, Stills, Nash & Young när Neil Young anslöt till gruppen.  
Se mer under Crosby, Stills & Nash.

## Diskografi
Studioalbum
- 1970 – Déjà Vu
- 1988 – American Dream
- 1999 – Looking Forward

Livealbum
- 1971 – 4 Way Street
- 2008 – Déjà Vu Live
- 2014 – CSNY 1974
- 2014 – Live 1974

Samlingsalbum
- 1971 – Crosby, Stills, Nash & Young Month Celebration Copy
- 1974 – So Far